# Johannes Beisenherz
Johannes Beisenherz (* 20. November 1949 in Castrop-Rauxel) ist ein deutscher Politiker (SPD). Er war vom 14. Oktober 2004 bis 20. Oktober 2015 Bürgermeister der Stadt Castrop-Rauxel (Nordrhein-Westfalen).

## Werdegang
Nach dem Abitur am Adalbert-Stifter-Gymnasium in Castrop-Rauxel studierte er an der Ruhr-Universität Bochum Germanistik und katholische Religion auf Lehramt. Seine Laufbahn im Schulbetrieb begann er im Jahr 1974 als Referendar am Adalbert-Stifter-Gymnasium, wechselte 1987 zur Willy-Brandt-Gesamtschule in Castrop-Rauxel und ging im Jahr 1995 zur Käthe-Kollwitz-Schule in Recklinghausen. Dort war er zuletzt als Gesamtschuldirektor für die Oberstufe verantwortlich.
Im Jahr 1969 schlug er seine politische Laufbahn ein. Innerhalb der SPD in Castrop-Rauxel war Beisenherz lange Zeit Vorsitzender des Stadtverbandes. Seit dem 1. Oktober 1989 ist er Mitglied des Rates in Castrop-Rauxel. Schwerpunkte seiner politischen Arbeit im Stadtrat waren die Bereiche Schule, Jugend und Soziales. In den Jahren 2004 und 2009 wurde Beisenherz direkt von den Bürgern zum Bürgermeister Castrop-Rauxels gewählt. Im Jahr 2015 hatte er nicht mehr für die Bürgermeisterwahl kandidiert. 
Beisenherz ist verheiratet und hat zwei Söhne. Er ist der Onkel des Autors Micky Beisenherz.